# Enfers mésopotamiens
Vous lisez un « article de qualité » labellisé en 2018.
« Kur » redirige ici.  Pour les autres significations, voir Kür.
« Arallu (enfers) » redirige ici. Pour les autres significations, voir Arallu.

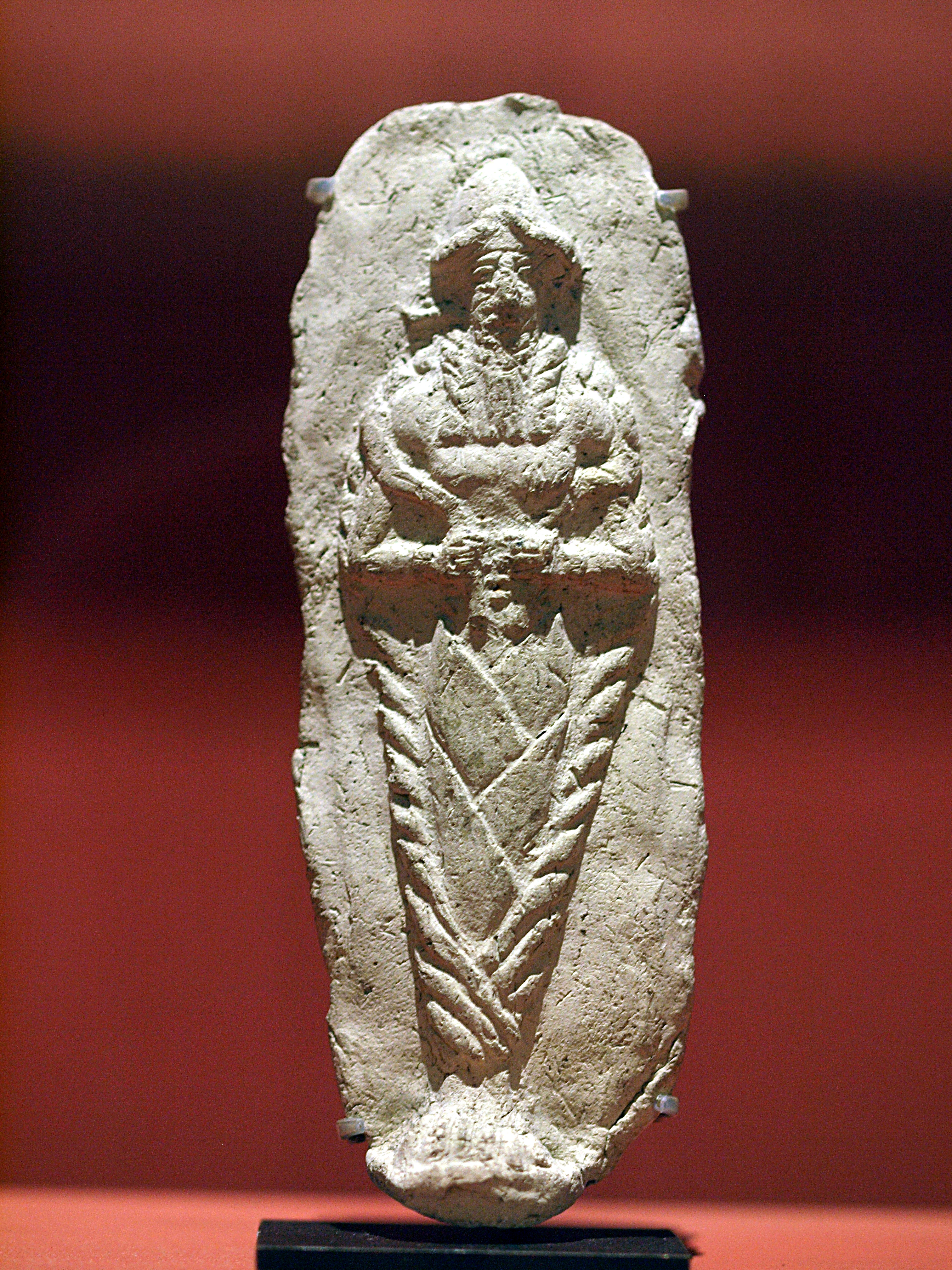
Plaquette représentant un dieu mort dans son cercueil, probablement Dumuzi. Époque paléo-babylonienne, terre cuite, musée du Louvre (no OA8823).

Les Enfers mésopotamiens, ou Kur (« montagne » en sumérien), Ershetu (« terre » en akkadien), Irkalla (« grande cité » en akkadien), sont le séjour des morts des Mésopotamiens. Ils sont aussi nommés Arallu (« Grand En-bas ») ou Ganzer. Ce lieu apparaît dans plusieurs mythes ou épopées mésopotamiens comme la Descente d'Inanna aux Enfers, Nergal et Ereshkigal, Enlil et Ninlil ou encore l’Épopée de Gilgamesh ainsi que dans de nombreux textes d'exorcisme.
Selon les époques ou les mythes, les Enfers mésopotamiens, situés sous terre, sont parfois représentés comme une grande citadelle aux sept portails qui donnent accès au séjour des morts. Un grand fleuve coule devant l'un de ces portails : l'Hubur qui sépare le monde des morts de celui des vivants. Les Enfers sont dirigés par la déesse Ereshkigal ou le dieu Nergal. Ils sont gérés par le vizir Namtar ou les juges Anunnaki et l’entrée est surveillée par Petû le portier. Les chemins pour parvenir aux Enfers sont nombreux : une longue traversée du désert aride et sec, une échelle entre Ciel et Enfers, les failles creusées dans la croûte terrestre ou tout simplement la tombe où est placé le mort.
Parmi les différents aspects que la mort peut revêtir, les Mésopotamiens retiennent son caractère inévitable : « il s’en va vers son destin » ou « son destin l’a saisi ». Le mort laisse son cadavre derrière lui et part vers les Enfers, sous la forme d’un Etemmu (ou fantôme). À l'entrée des Enfers, l’Etemmu ne subit pas de jugement. Exception faite des rois et des princes, le sort des morts est le même pour tous : vivre une existence morne, insipide et sans affection dans l’Ershetu. Cependant, l'esprit du mort peut être rappelé parmi les vivants désireux de lui poser des questions ou d'intercéder auprès des dieux. Mais, en cas de mauvais renvoi aux Enfers ou en l'absence de tombe ou de rites funéraires, l'esprit du mort erre à travers la steppe à la recherche du Ganzer. Il devient alors indésirable car il peut créer de nombreuses maladies chez les vivants, aussi existe-t-il de nombreux rites d'exorcismes destinés à renvoyer les esprits des morts dans le Grand En-bas.
La morne existence de l’Etemmu aux Enfers peut être allégée par les rites funéraires et par une sépulture confortable. Le mort est toujours enterré. Sa sépulture peut aller de la simple fosse au mausolée royal en passant par la tombe, le caveau, la jarre ou un simple caisson d'argile. Les funérailles et l’exécution des rites sont assurés par le plus vieux descendant masculin. Les vivants répètent quotidiennement le nom des ancêtres morts tout en déposant un peu de nourriture et de boisson sur leur tombe ou le sol. Ils mènent aussi le rituel mensuel du Kispu, un repas funèbre partagé entre vivants et morts. D’où la nécessité pour chaque vivant de laisser derrière lui beaucoup d’enfants. En échange de rituels funèbres, les morts peuvent intercéder auprès des dieux pour protéger leur descendance.

## Sources
La documentation sur les Enfers mésopotamiens est maigre. Les différents récits, comme l’Épopée de Gilgamesh, Enlil et Ninlil, Nergal et Ereshkigal, et les différentes versions de la Descente d'Inanna aux Enfers qui illustrent plutôt la fuite de la mort ou la recherche de l'immortalité, ne décrivent que quelques aspects formels des Enfers. D'autres textes, comme la Mort d'Ur-Nammu (Ur-Namma est roi d'Ur de 2112 à 2095 av. J.-C.) ou La Mort de Gilgamesh, qui décrivent les circonstances de la mort de personnages légendaires n'apportent également que quelques informations sur les Enfers. Cependant, des données précieuses à propos des rituels et des esprits liés aux Enfers sont recueillies auprès de textes funéraires, de documents juridiques, de lamentations et de descriptions d'exorcismes visant à renvoyer les morts à leur place.
Mis à part un texte néo-assyrien (911 - 612 av. J.-C.), La Vision de l'Enfer, qualifié par Jean Bottéro de « pamphlet politique », qui propose une description tardive des Enfers mésopotamiens, aucun traité mésopotamien complet sur la mort ou sur l'En-bas n'est encore découvert et l’archéologie seule ne parvient à fournir que des informations sur le traitement physique des cadavres. En outre, les sources écrites (sous forme de tablettes d'argile) ne recèlent pas beaucoup de descriptions précises des Enfers, celles-ci ne semblent pas réellement préoccuper les Mésopotamiens. Par conséquent, le travail de l'historien se concentre-t-il sur la récolte et la compilation d'informations souvent parcellaires trouvées parmi toute une masse de documents cunéiformes très divers dont la continuité linguistique et le classement temporel sur trois millénaires (IIIe millénaire av. J.-C. - 330 av. J.-C.) est parfois difficile. Il faut donc se garder d’envisager les croyances relatives aux Enfers et à la mort comme un tableau statique et uniforme. Ce n’est qu’en cherchant les concordances entre les éléments de documents parfois contradictoires que les historiens construisent une synthèse fragile et toujours sujette à caution.
En outre, il existe aussi de nombreux témoins archéologiques pouvant donner des éléments à propos des Enfers mésopotamiens : des poteries, des bijoux, des outils, des sceaux, des armes. Ces objets trouvés dans les sépultures mésopotamiennes permettent de déduire d'autres implications au niveau des croyances à propos de l'au-delà. Ils peuvent indiquer ce que les personnes de l'époque attendaient de l'au-delà. Là aussi, ces preuves matérielles trouvées dans les tombes posent des difficultés à comprendre le monde des morts de manière univoque : celles-ci contrastent, en effet, avec les représentations littéraires des enfers mésopotamiens. Elles suggèrent que les Mésopotamiens pouvaient espérer un au-delà agréable, contrastant avec les descriptions souvent lugubres des textes littéraires. Les pratiques funéraires montrent que même les personnes ordinaires prenaient des mesures pour assurer un après-vie plaisant, ce qui suggère une croyance largement répandue dans la possibilité d'un meilleur au-delà que celui décrit dans les mythes et les légendes.

## Les noms des Enfers
Les Mésopotamiens nomment le lieu où se retrouvent les morts par une multitude de noms : en sumérien Kur ou Ki, en akkadien Arallu (« Grand En-bas »), Irkalla ou Kigallu (« grande cité » ou « grande terre »), Ershetu La-târi (« pays sans-retour ») ou encore Ganzer.

### Kur ou la Montagne
Le plus ancien nom semble être le terme sumérien Kur, désignant la « Montagne »,. Davantage utilisé dans des textes sumériens qu'akkadiens, il est plus spécialement présent dans un certain nombre de lamentations et de récits en rapport avec de jeunes dieux à la fois mourants et de la fertilité, comme Dumuzi, Ningishzida de Gizbanda ou Damu de Girsu. L'image du monde des morts assimilé à une montagne est source de plusieurs hypothèses. L'une se base sur l'existence d'un rituel au cours duquel, pendant la période paléo-babylonienne (1763 - 1595 av. J.-C.), la statue d'Inanna semble régulièrement faire le voyage d'Uruk vers Kutha  en passant par les sept villes d'Inanna citées dans la Descente d'Inanna aux Enfers. La situation de la ville de Kutha — siège des divinités infernales — au pied des montagnes du nord-est est une hypothèse pour expliquer le rapprochement entre les montagnes et le monde des morts.
Certains chercheurs donnent au mot Kur une définition plus large. L'historien Wayne Horowitz propose les Enfers mésopotamiens comme une grande « montagne cosmique » sur laquelle repose le monde des vivants. Françoise Brüschweiler pense qu'il est inutile d'essayer de réunir les deux significations, le Kur étant la totalité de l'Univers. Dans le Kur se trouvent les choses créées et incréées (le monde des vivants, le monde des dieux et le monde des morts) d'où — de cette montagne — émerge tout ce qui existe. Ainsi, lorsque les Mésopotamiens parlent du Kur comme le monde des morts, ils désignent un endroit du monde invisible qui appartient au Kur vers où partent les morts. Véronique Van der Stede, quant à elle, propose la montagne comme une « excroissance » du monde souterrain, ce qui rend chez les Mésopotamiens les deux termes « montagne » et « monde des morts » au même champ sémantique.
Dina Katz renvoie le terme Kur au temps où les anciens sumériens (vers 3400 - 3100 av. J.-C.) pensent que le monde des morts est situé dans les montagnes et au-delà. Les voyages se développant et, avec eux, les connaissances géographiques, les Mésopotamiens déplacent le monde des morts de la montagne vers le sous-sol tout en gardant le terme Kur. De son côté, Francis Joannès remarque qu'à travers la capture de Dumuzi par des agents des Enfers (Gallu qui signifie également « brigands »), la montagne symbolise, d'une certaine manière, les peurs des habitants des plaines face à la menace que représentent les gens de la montagne. Ces derniers ont pour habitude d'attaquer et de piller les villages des plaines de la Basse Mésopotamie et sont donc assimilés à des êtres maléfiques venant de la montagne.

### Ershetu ou la Terre
Écrit avec le logogramme sumérien Ki signifiant la « Terre » , Ershetu est, dans les textes en akkadien, le terme le plus utilisé pour désigner à la fois la « terre » et l'En-bas. Il est parfois utilisé de la même manière que le sumérien Kur et, d'après les listes lexicales, il est synonyme de plusieurs termes sumériens qui désignent également les Enfers : Ganzer, Arali ou Urugal. Ershetu sert d'épithète à certains dieux chthoniens (relatifs à la terre), comme Ereshkigal, Namtar ou Nergal, et est utilisé tant dans les documents littéraires, juridiques, magiques, funéraires que dans les corpus de présages,.
Ershetu désigne également le sol, le territoire situé en surface ; aussi ce terme peut-il être utilisé pour désigner l'Enfer dans des formes composées comme Ershetu La-târi (Pays Sans-retour) en soulignant le caractère définitif de la mort, Ershetu Saplitu (Terre Inférieure), Ershetu Ruqtu (Terre Éloignée) son caractère éloigné des vivants ou Ershetu Rabitu (Grande Terre) le fait qu'elle doit abriter une population de plus en plus dense de morts. Il en va de même avec le terme sumérien Ki, parfois utilisé en Kigallu (Grande Terre) qui entre également dans la composition du nom de la déesse des Enfers Ereshkigal, la « Reine de la Grande terre ».
« Si tu es la reine du Ciel,

De là où le soleil se lève,

Pourquoi être venue au Pays-sans-retour ?

Pourquoi ton cœur t'a-t-il poussée

Sur le chemin que nul ne rebrousse ? »
— Descente d’Inanna aux Enfers - XVIIe siècle av. J.-C.

### La ville, le palais, le temple ou la maison
Urugal, Erigal ou Irigal (Grande ville) sont des mots sumériens qui désignent les Enfers. Ils se rapprochent du terme akkadien Irkalla souvent utilisé sous la forme « maison d’Irkalla » ou « demeure d’Irkalla » notamment dans la Descente d'Ishtar aux Enfers qui, dans ce mythe, peut se comprendre comme « Maison de l'Obscurité ». Il est toutefois fort possible d’interpréter Irkalla comme étant à la fois le lieu des Enfers et le nom d'une divinité (probablement Ereshkigal) maîtresse des lieux. Dans une liste des dieux paléo-babylonienne, Irkalla est également identifié comme un autre nom de la déesse Allatum, assimilée à Ereshkigal,.

Dans les textes qui décrivent la vie et la mort de Dumuzi, — notamment le Rêve de Dumuzi — le berger a l'habitude de faire paître ses moutons dans une steppe désignée « Arali ». Là, se trouve également la bergerie où le jeune dieu est emmené dans le Kur par les démons. Au cours de la période paléo-babylonienne, le nom de la steppe « Arali » est tellement identifié à la mort de Dumuzi qu'il devient un mot pour désigner les Enfers. Il semble, dès lors, que sa signification originelle en tant que nom géographique concret soit oubliée. Le terme Arali est donc un terme sumérien ayant la signification d'Enfers. Toutefois peu utilisé dans les textes il est assez reconnu pour que les restes d'un temple nommé « Éarali » (que Wayne Horowitz traduit par« fosse d’Arali » et que Pascal Attinger traduit par « talus d’Arali ») dédié à Dumuzi aient été découverts. Situé près de Bad-Tibira (ou à Isin d’après Dominique Charpin) ce temple ou sanctuaire est considéré comme le lieu où les Gallu emmènent le dieu aux Enfers. Le terme Arallu, peut-être une traduction akkadienne d’Arali, est cependant très utilisé dans les textes akkadiens pour désigner les Enfers.
Dans les talus de l’Arali, ils [les Gallu] s'en prennent à lui [Dumuzi].

Les larmes montent aux yeux de Dumuzi, il sanglotte.
— Le Rêve de Dumuzi - Littérature sumérienne
Le Ganzer — mot dont l’étymologie reste encore inconnue — est un nom sumérien utilisé comme lieu en rapport avec l'avant-poste du monde d'en-bas où, dans un épisode de l’Épopée de Gilgamesh, tombent les objets de pouvoir de Gilgamesh. Dans le mythe de la Descente d'Inanna aux Enfers, le Ganzer est un palais qui constitue l'entrée du monde des morts et dont le portier est surnommé le « verrou du Ganzer ». C'est dans le Ganzer que se trouvent les sept portes par lesquelles doivent passer Inanna et aussi le dieu Nergal dans le mythe de Nergal et Ereshkigal,.
Il reste à signaler la présence de quelques documents et textes lexicaux akkadiens dans lesquels apparaissent plusieurs noms des Enfers construits autour du mot « maison » ou Bîtu comme Bîtu Ekleti (Maison de l'Obscurité), Bît Muti (Maison des Morts), Bît Dumuzi (Maison de Dumuzi) ou Bîtu Epri (Maison de la Poussière).

## La géographie des Enfers
Selon les Mésopotamiens, le monde est divisé en deux parties : l'« En-haut », dirigé par les dieux des vivants, et l'« En-bas », dirigé par les dieux des morts. Entre les deux, le monde des vivants flotte sur l'Apsû, le lac d'eau douce. D'abord assimilé au IIIe millénaire av. J.-C. à une montagne, à partir du IIe millénaire av. J.-C., les sources s'accordent pour situer les Enfers sous la terre : dans la Descente d'Inanna aux Enfers, le messager des dieux Papsukkal annonce qu'Ishtar est « descendue » aux Enfers et, dans l’Épopée de Gilgamesh, Enkidu promet à son ami de « remonter » le Pukku et le Mekku tombés aux Enfers. En outre, dans la Vision de l'Enfer, le dieu des Enfers, Nergal, semble renvoyer le prince Kûmma vers le monde d'« En-haut » pour qu'il continue à y mener sa vie d'humain.
Une autre source situe les Enfers sous l'Apsû : dans l’Épopée d'Erra, il est question d'un arbre « dont les racines, sous cent lieues d'eau au travers de la vaste mer, atteignent la profondeur des Enfers ». Mais cette dernière semble entrer en contradiction avec des événements d'autres récits comme celui où Gilgamesh essaye de reprendre son Pukku et son Mekku en plongeant ses jambes ou ses bras dans une faille vers les Enfers. D'autre textes de l'époque néo-babylonienne (629 - 539 av. J.-C.) indiquent que — pour exprimer l’inébranlable solidité de leurs constructions — des rois auraient construit des bâtiments dont les fondations touchent la « poitrine des Enfers », ce qui laisse penser que les Enfers se situent sous la croûte terrestre mais au-dessus de l'Apsû.
Le mythe de la Descente d'Inanna aux Enfers et sa version akkadienne présentent tous deux une longue description des Enfers. À la lecture des deux œuvres, l'entrée du monde des morts, lieu de damnation éternelle, se trouve au palais du Ganzer que l'on atteint après une longue marche vers l'Ouest à travers un large désert et de nombreuses montagnes par « le Chemin à l'aller sans retour ». Pour certains historiens, il semble que, derrière le palais, se trouvent sept murailles percées de sept portes successives qui mènent au cœur des Enfers, ; pour d'autres, aucun texte ne fait allusion à ces murailles. Cependant, dans le récit de la Descente d'Inanna aux Enfers, les consignes que le portier des Enfers reçoit de sa maîtresse Ereshkigal indiquent que ces sept portes sont situées dans le palais du Ganzer.
« Et n'oublie pas ce que je t'ordonne !

Tire le verrou des Sept-portes du monde d'En-bas :

Ouvre l'une après l'autre

Les portes du palais de Ganzer, … »
— Descente d’Inanna aux Enfers - XVIIe siècle av. J.-C.
Plusieurs chemins mènent aux Enfers, mais ils sont chacun réservés à certaines personnalités. Les morts, dont le corps est enterré, trouvent leur chemin pour l'« En-bas » à partir de leur tombe. Les rois, d'après le texte de la Mort d'Ur-nammu, atteignent le Ganzer après un long chemin sinueux qui ralentit le galop des chevaux. D'autres accès sont fournis par les crevasses ou les failles creusées dans l’écorce terrestre, mais sont réservés aux esprits qui viennent des Enfers et y retournent. Pour les vivants qui désirent rejoindre le palais du Ganzer, les seules sources qui parlent d'un chemin praticable, font état d'un désert torride, lieu de faim et de soif hanté par des fauves et des fantômes, qu'il faut traverser à pied et qui mène finalement, après de nombreuses tentations de retour, au fleuve Hubur qui coule devant la « Grande Porte du soleil couchant ». De nombreux textes d'exorcisme ou de renvoi des morts indiquent également cette porte comme un lieu d'entrée des esprits sans sépulture. Les dieux, quant à eux, disposent d'un chemin qui leur est propre : dans le mythe de Nergal et Ereshkigal, les dieux autorisés à effectuer les trajets entre Ciel et Enfers empruntent une échelle (ou un escalier) entre les deux mondes.
Il y a également un fleuve en Enfer : l'Hubur. Le mythe intitulé Enlil et Ninlil y fait allusion par la présence, à l'entrée des Enfers, d'un « homme à la barque ». Mais si l'existence de ce fleuve ne fait pas de doute, sa situation et son aspect exacts font encore l'objet de contradictions : une incantation au dieu Marduk le décrit comme large et profond tandis que le Voyage de Ningishzida aux Enfers le décrit comme un cours d'eau sec dont l'eau ne peut être bue. En outre, d'après un exorcisme qui vise à confier un esprit à Tammuz pour que celui-ci le conduise vers sa dernière demeure, ce fleuve semble situé en face des Enfers alors que d'autres textes similaires le placent à l’intérieur du monde des morts ou entre deux des sept portes qui y conduisent. D'autres sources comme l'Enuma Elish font de l'Hubur une vaste mer qui entoure la terre où vivent les hommes,.

## Les dieux des Enfers

### Les dirigeants

#### Ninazu
Le dieu Ninazu est le plus ancien dieu des Enfers connu, il est probablement l'équivalent sumérien du dieu Nergal. Dieu tutélaire des villes d'Eshnunna et d'Enegi, il est repris dans une liste des divinités de la Troisième dynastie d'Ur (2112 - 2004 av. J.-C.) avec l’épithète « bel ershetti » ou « seigneur des Enfers ». D'après les Hymnes aux temples (XXIIIe siècle av. J.-C.) qui l'indiquent par ailleurs comme prince des Enfers, il est considéré comme le fils d'Ereshkigal et d'une divinité dont seul l’épithète « en-gal » (grand seigneur) est mentionnée et qui semble être le dieu Gugalanna. Il est aussi connu comme le père de Ningishzida,. Après la Troisième dynastie d'Ur, son culte semble disparaître au profit de celui de Nergal ou d'Ereshkigal.
Pour l'historienne Dina Katz, Ninazu semble être à l'origine un dieu mourant de la fertilité et voit l'objet de son culte transformé, tout comme d'autres dieux mourants, Ninghizida, Damu ou Dumuzi. La ville dont il est le protecteur, Enegi, est détruite pendant la Troisième dynastie d'Ur, ce qui a pu conduire son clergé à émigrer vers d'autres villes et lui attribuer d'autres fonctions similaires comme la direction des Enfers au côté de sa mère Ereshkigal,.

#### Ereshkigal

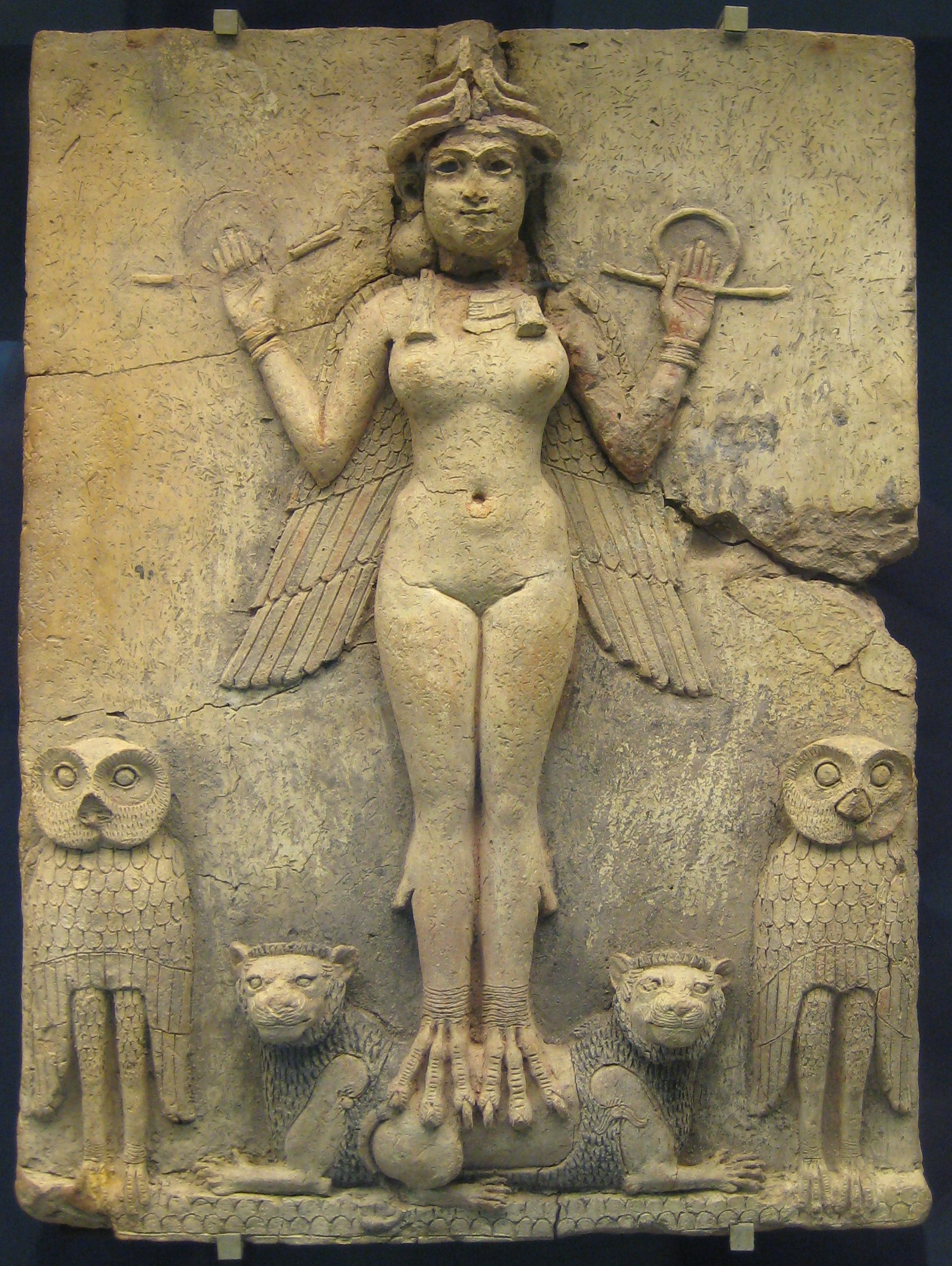
La plaque Burney également appelée « en », représente fort probablement la déesse Ereshkigal ou Ishtar. en, Londres.

Ereshkigal est souvent dénommée la « Reine du monde d'en dessous », la « Reine des morts » ou « Dame de la Grande Terre ». Elle apparaît dans les Hymnes aux temples où elle semble souveraine des Enfers en même temps que son fils Ninazu. Mais, pendant une partie de la Troisième dynastie d'Ur, une passation de pouvoir en sa faveur semble s’opérer progressivement : elle figure, en effet, sans Ninazu en tête des listes des dieux auxquels Gilgamesh et Ur-Nammu offrent des présents à leur entrée aux Enfers et, plus tard, dans la Descente d'Inanna aux Enfers, texte du début de la période paléo-babylonienne ; elle règne seule sur l'« En-bas ». Dans ce dernier mythe, on lui attribue Gugalanna (le « Taureau du Ciel » sous sa forme populaire) comme mari dont elle porte le deuil. Celui-ci est associé à Ereshkigal dans la liste AN = Anum (sous une forme phonétiquement similaire signifiant ici « Inspecteur des canaux du ciel ») mais semble n'avoir jamais régné sur le monde des morts. Ereshkigal donne naissance à des enfants : les jeunes gens qui meurent sur Terre avant leur temps. Elle règne assistée par son vizir Namtar, dieu de la maladie et des épidémies, et par la scribe des Enfers, Geshtinanna, sœur de Dumuzi et parfois épouse de Ningishzida. Elle s'accompagne également des sept Anunnaki — les juges des Enfers.
Une liste de dieux de la période paléo-babylonienne indique Ereshkigal sans aucun parèdre, la déesse semble y être mise en équivalence avec la déesse Allatum tandis que Nergal, indiqué plus loin dans cette même liste, est associé à la déesse Mammîtum alors qu'une lamentation de la même époque fait de Nergal l'« Enlil des Enfers » et ne mentionne aucunement Ereshkigal. L'historienne Dina Katz voit dans ces deux sources l’existence de deux traditions différentes. Celle qui place Nergal à la tête des Enfers est probablement d'origine akkadienne,.

#### Nergal
Les plus anciennes traces de Nergal remontent à la période des dynasties archaïques (d'environ 2900 à 2340 av. J.-C.) sous le nom sumérien de KISH-U-NU, mais pour cette période il semble être une divinité chthonienne appelée à établir un lien entre le monde souterrain et le monde terrestre. Bien que durant la période de l'empire d'Akkad le dieu soit connu sous le nom de Né-éri-gal « seigneur de la grande cité » pendant le règne de Narâm-Sin (d'environ 225 à 2218 av. J.-C.) et que les Hymnes aux temples le décrivent comme « souverain du pays du soleil couchant » — deux appellations clairement reliées aux Enfers —, les sources de cette époque mettent surtout l'accent sur la nature guerrière du dieu. Il est, alors un dieu prié au nord de la Mésopotamie et les prêtres du sud ne l'accepteront comme divinité relative aux Enfers qu'à partir de la Troisième dynastie d'Ur. Et, même lors de son arrivée à Sumer alors que le roi Shulgi (de 2094 à 2047 av. J.-C.) en fait un des dieux majeurs, c'est à nouveau pour ses qualités de guerrier qu'il est principalement honoré. Les récits de la Descente d'Inanna aux Enfers et La Mort de Gilgamesh, récits écrits durant cette époque mais qui appartiennent à une longue tradition, présentent encore Ereshkigal comme la seule souveraine des Enfers.
À la fin de la période paléo-babylonienne le mythe akkadien Nergal et Ereshkigal fait de Nergal l'époux d'Ereshkigal et place ainsi le dieu aux commandes du monde des morts. Cependant, le récit plus tardif de la Descente d'Ishtar aux Enfers écrit en akkadien au début du Ier millénaire av. J.-C. rétablit Ereshkigal seule sur le trône des Enfers sans qu'il y soit fait mention de Nergal alors que ce dernier est à nouveau présenté comme seul seigneur des Enfers dans le texte néo-assyrien La vision de l'Enfer.

### Le vizir
Le dieu Namtar est souvent décrit comme l'ambassadeur des Enfers ou vizir d'Ereshkigal. Dans le mythe de Nergal et Ereshkigal, il représente sa maîtresse auprès des dieux de l'en-haut, là où elle ne peut pas venir. Malgré son statut d'ambassadeur, les autres dieux lui doivent respect et s’inclinent en sa présence. En outre, les rois Gilgamesh et Ur-Namma le placent dans la liste des dieux à qui ils donnent des présents au moment de leur mort. Son nom signifie « le Destin » et laisse penser qu'il est compris comme une personnification de l'issue inéluctable vers laquelle se dirige tout humain : la mort.
Dans le récit akkadien de la Descente d'Ishtar aux Enfers, Ereshkigal est secondée par Namtar, dieu de la maladie et des épidémies. C'est, d'ailleurs, lui qui est chargé de lâcher les « Soixante maladies » sur Ishtar, la vouant à une mort certaine. Mais, il est également chargé de verser l'eau contenue dans l'« Outre » afin, cette fois, de redonner vie à la même déesse. Dans le mythe, Namtar est apparemment aidé par sept juges Anunnaki. Ceux-ci ne jugent pas les morts pour leur conduite morale adoptée durant leur vie, mais bien pour entériner leur arrivée aux Enfers. Dans l’Épopée de Gilgamesh Namtar apparaît avec Asakku comme le démon de la maladie et dans l’épopée d'Atrahasis, il est le dieu de la peste qui tente d'aider Enlil à se défaire de l'humanité pullulante et bruyante,.
Certains considèrent également Namtar comme un enfant d'Enlil et d'Ereshkigal ou comme le premier enfant né de la déesse à la suite d'une mort prématurée sur Terre,. Le texte de la Mort d'Ur-Nammu lui donne une épouse au nom de Hushbishak tandis que La vision de l'Enfer lui donne comme épouse une certaine Namtartu décrite sous les traits d'une créature maléfique.

### Les autres fonctions
Petû est le gardien des portes des Enfers. Son nom, l'impératif du verbe Petû (« ouvrir »), peut se traduire par « Ouvre ! ». Son épithète « Grand portier des Enfers » est déjà utilisé durant l'époque paléo-babylonienne. Dans les mythes de la Descente d'Ishtar aux Enfers et de Nergal et Ereshkigal, il ne porte pas de nom et est désigné par sa fonction : « Portier ». Dans Enlil et Ninlil, il est appelé sous le titre de « l'homme de la porte de la ville, l'homme au verrou ». Dans le texte néo-assyrien La vision de l'Enfer, le portier, qui reprend son nom Petû, est un être composé d'une tête de lion, de pattes d'oiseau et de mains d'homme.
« Arrivée au palais de Ganzer, Inanna

Heurta d'un poing menaçant l'huis du monde d'En-bas

Et interpella le palais du monde d'En-bas

D'une voix agressive :

« Ouvre donc le palais, Pêtû ! Ouvre le palais :

J'y veux pénétrer en personne ! » »
— Descente d’Inanna aux Enfers - XVIIe siècle av. J.-C.
Le mythe le plus récent de Nergal et Ereshkigal énumère la liste de sept portiers dont Petû. Ils sont nommés avec le titre de Grands portiers d'Ereshkigal. L'existence des sept portiers des enfers dans l'imaginaire mésopotamien est au moins avérée depuis la Troisième dynastie d'Ur puisqu'ils sont bénéficiaires de présents apportés par le roi Ur-Nammu.
Il existe aussi un passeur : dans le mythe d'Enlil et Ninlil, en chemin vers les Enfers, Enlil est amené à prendre les traits de Siluli « l'homme en charge de la barque » passeur du fleuve infernal et de « l'homme du fleuve infernal dévorateur de gens » ayant pour fonction d'accueillir les nouveaux arrivants aux Enfers et de les passer, tel le dieu grec Charon, vers la rive de la terre des morts.
Des incantations qui datent du milieu du IIe millénaire av. J.-C. attribuent la fonction de passeur à Gilgamesh qu'il semble avoir prise à Ur-shanabi, le batelier d'Utanapishtî qui mène le héros sur les « Eaux de la Mort » afin de rencontrer le vieil immortel. Enfin, un dernier passeur est signalé dans le texte néo-assyrien La vision de l'Enfer, Khumut-tabal (qui signifie « Conduis-moi vite là-bas ») décrit comme un être à la tête de l’oiseau Anzû avec quatre mains et quatre pieds.

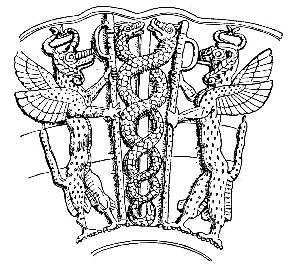
Détail du Gobelet à libation de Gudea, voué à Ningishzida. -2150. Ningishzida est symbolisé par un serpent venimeux à corne parfois représenté sur les épaules du dieu.

Ningishzida « Porte-trône » apparaît dans le récit de la Mort d'Ur-Nammu comme un jeune guerrier. Il est pourtant connu jusqu'alors comme un dieu mourant de la végétation. Les circonstances mythologiques de son changement de fonctions sont évoquées dans le récit rédigé en sumérien : le Voyage de Ningishzida aux Enfers. Dans ce récit, le dieu est promu « Porte-trône » — ou « chambellan » — à la suite de sa capture par des Gallu (envoyés des Enfers) et de son transport en bateau vers les Enfers. Ceci en dépit des tentatives de l'une de ses sœurs pour le sauver de son triste exil. Comme « Porte-trône », Ningishzida, à l'instar de Namtar, a pour fonction d'accueillir les fantômes et les êtres maléfiques renvoyés aux Enfers par l'accomplissement d'exorcismes. En tant que personnage infernal, il est symbolisé par un serpent venimeux à corne parfois représenté sur ses épaules. En revanche, c'est comme gardien du royaume du Ciel qu'il apparaît aux côtés de Dumuzi dans le mythe d'Adapa.
Le rôle de scribe est tenu par deux divinités féminines qui portent le titre de chef scribe des Enfers : Ninazimu'a l'épouse de Ningishzida et Geshtinanna la sœur de Dumuzi. La seule mention de Ninazimu'a est celle trouvée dans le texte de la Mort d'Ur-Nammu. Elle figure dans liste des dieux à qui le roi offre des présents avant de rentrer dans le monde des morts.
Mais, Geshtinanna, plus connue pour être la sœur de Dumuzi, devient l'épouse de Ningishzida alors que Gudéa (gouverneur de la cité-État de Lagash, de 2141 à 2122 av. J.-C.) fait de ce dernier l'un de ses dieux personnels et fait des deux déesses une unique déesse à Lagash. Ce qui explique, sans doute, la présence de Ninazimu'a comme chef scribe dans la liste de la Mort d'Ur-Nammu. Les deux déesses reprennent ensuite chacune leurs chemins respectifs : Ninazimu'a comme épouse de Ningishzida et Geshtinanna comme sœur de Dumuzi. Lors de son voyage onirique, Enkidu décrit Geshtinanna (« Bêlet-Sêri » en akkadien) dans son rôle de scribe des Enfers agenouillée aux pieds d'Ereshkigal. La fonction de scribe apparaît comme celle qui consiste à enregistrer l'entrée des morts dans les Enfers.
Dimpimekug est un autre dieu infernal cité dans le texte de la Mort d'Ur-Nammu. Le roi défunt lui donne, entre autres, du matériel d'écriture et du lapis-lazuli. Probablement proche du dieu Ningishzida et des Enfers, sa nature est encore discutée parmi les chercheurs : pour Jeremy Black, Dimpikug ou Dimpimekug semble être une déesse ou une démone et, pour Esther Flückiger-Hawker, il s'agit d'un dieu dont l'importance semble équivalente à celle de Geshtinanna. Mais, il n'existe aujourd'hui aucune information supplémentaire à propos de cette divinité,.

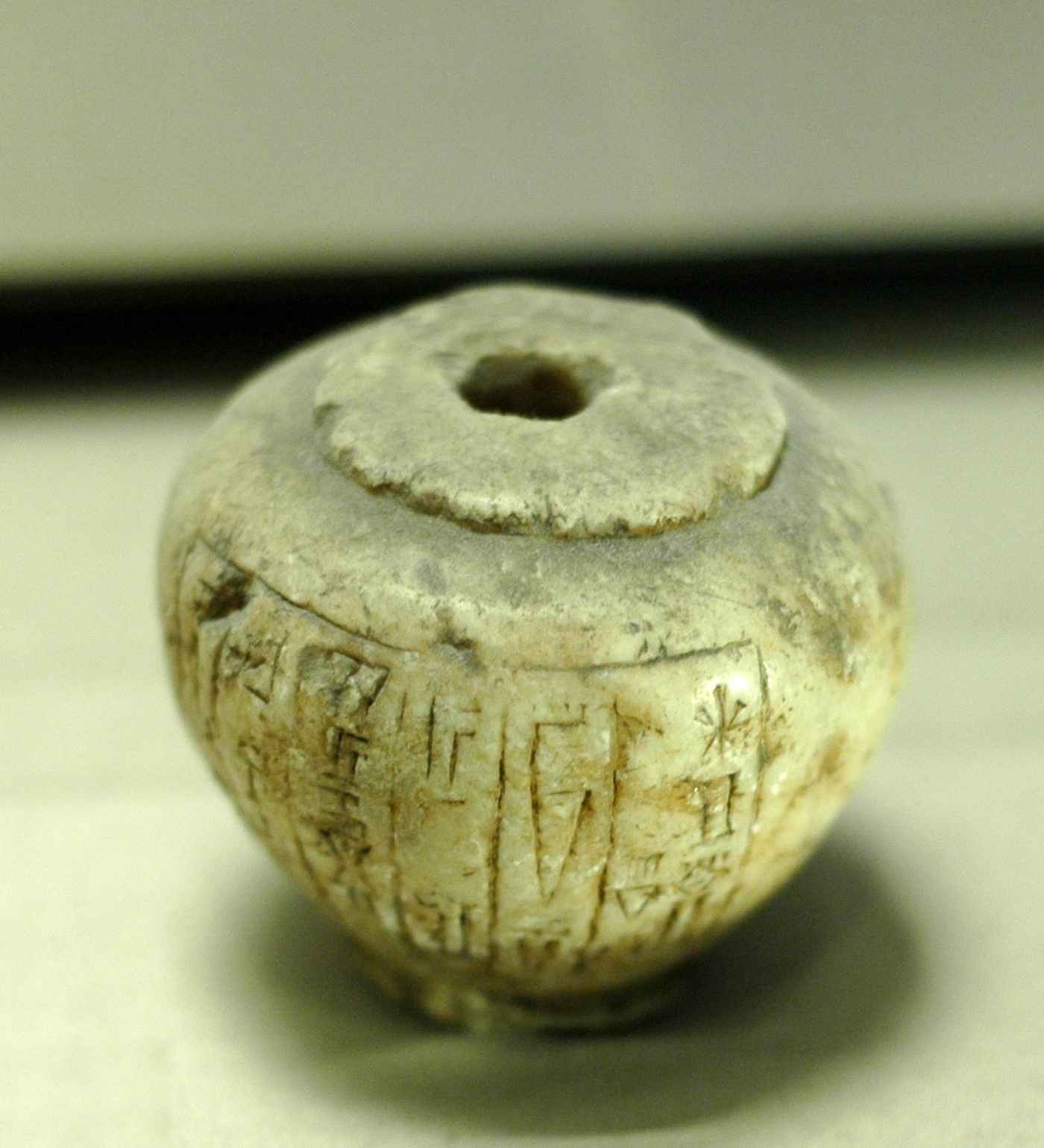
Masse d'armes vouée au dieu Gilgamesh, Girsu, période d'Ur III (c.).

L'aspect divin de Gilgamesh a tendance à être occulté par la recherche de l'existence historique du roi Gilgamesh qui prend beaucoup d'importance auprès les assyriologues. Héros humain pour qui la mort est une obsession dans les mythes moins connus de La Mort de Gilgamesh et Gilgamesh, Enkidu et les Enfers, Gilgamesh est aussi une divinité infernale du pays de Sumer.
Gilgamesh, en tant qu’ombre, au fond de la terre, tout en étant mort,

Qu’il fasse office de gouverneur des Enfers (kur), qu’il soit chef des ombres !

Il rendra justice, il prononcera les sentences.

Son verdict pèsera autant que la parole de Ningišzida et Dumuzi.
— La Mort de Gilgamesh, Troisième Dynastie d'Ur,
Sa divinité est signalée pour la première fois pendant la période des dynasties archaïques (2900 à 2340 av. J.-C.) sur l’une des grandes listes de divinités de Fara et, au milieu du IIIe millénaire av. J.-C., un premier objet votif lui est dédié : une masse d’armes. Des tablettes de comptabilité de la même période provenant de Lagash renseignent sur l'existence de plusieurs sacrifices dédiés au dieu Gilgamesh et attestent de sa présence dans plusieurs rituels de la fête de Baba qui est, avec le mariage sacré, la principale fête de la ville. Ces sacrifices sont encore avérés pendant la Troisième dynastie d'Ur (2112 à 2004 av. J.-C.) pour laquelle il existe un vase funéraire de marbre avec une référence à Gilgamesh lié aux Enfers. C'est durant cette période que l'on retrouve des citations comme « Gilgamesh (est) le concierge » à mettre en relation avec « Gilgamesh concierge aux Enfers ». À cela, ajoutons la Mort d'Ur-Nammu, un texte qui narre l'arrivée aux Enfers d'un roi ayant régné de 2112 à 2095 av. J.-C., qui décrit Gilgamesh comme l’un des « sept dieux des Enfers » et, dans la première des Élégies du Musée Pouchkine, c’est Gilgamesh qui salue un père décédé à son arrivée aux Enfers.
Inanna, aussi connue sous le nom d'Ishtar, peut également être considérée comme une déesse ayant un rapport avec la mort en tant que figure liminale qui franchit les frontières entre la vie et la mort. C'est illustré dans son mythe de descente aux Enfers, où elle meurt et ressuscite. Cette capacité à traverser et à revenir du monde souterrain souligne son rôle de médiatrice potentielle dans le passage des morts vers l'au-delà. Cependant, l'iconographie et les allusions à Inanna/Ishtar dans certains contextes funéraires suggèrent que cette déesse pourrait avoir été envisagée comme un guide pour les défunts durant leur transition vers les Enfers. Cela ne signifie pas nécessairement qu'Inanna/Ishtar garantissait personnellement une vie heureuse après la mort, mais qu'elle pouvait plutôt servir de modèle afin d'échapper aux aspects indésirables de l'au-delà décrits dans les récits littéraires. La présence occasionnelle de son image et de son iconographie dans les contextes funéraires peut aussi symboliser une échappatoire à la morne existence dans le monde inférieur, suggérant une sorte d'association entre la vie et la mort. Elle offre potentiellement un espoir pour une expérience après la mort moins sombre que celle dépeinte traditionnellement dans la littérature.
Le dieu du soleil Shamash, pourtant plus rattaché au Ciel qu'aux Enfers, intervient parfois dans des mythes en rapport avec les Enfers : notamment dans la Descente d'Inanna aux Enfers et dans le Rêve de Dumuzi où il sauve le dieu Dumuzi dans sa fuite face aux envoyés des Enfers, Gallu. Cela est probablement dû au cycle du soleil de Shamash : le soleil est amené, entre son coucher et son lever, à traverser les sphères de l'En-bas avant d’émerger à l'est au petit matin avant de traverser le ciel pour une nouvelle journée. Shamash est souvent invoqué ou est l'objet de nombreuses offrandes dans de nombreux exorcismes visant à délivrer les vivants de l'emprise des morts. Durant certaines cérémonies les statuettes des morts sont parfois exposées au soleil de Shamash avant d'être envoyées aux Enfers sur une barque miniature emportée par les courants du fleuve. Ceci permettant à Shamash, « juge des vivants et des morts » de statuer sur le sort des morts et de leur imposer un retour aux Enfers sans appel.

### Les démons

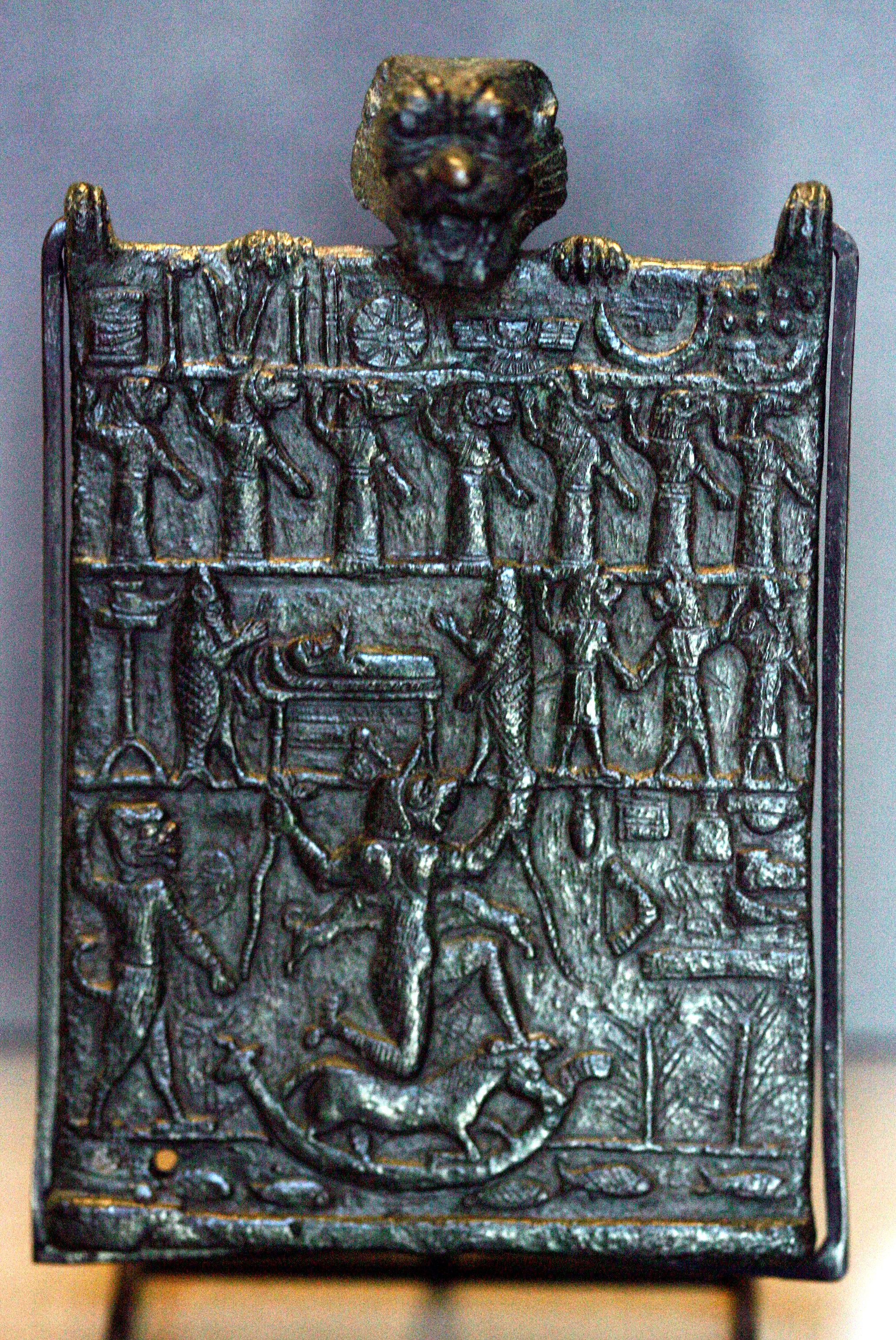
Posée au chevet du malade, cette petite plaque protège ce dernier contre la démone des maladies Lamashtu (visible sur la face avant de la plaque). Pazuzu, représenté au dos (sa tête est visible sur le haut) incite la démone à fuir. Période néo-assyrienne. Musée du Louvre, Paris.

Il n’existe, ni en sumérien, ni en akkadien de terme générique pour désigner les « démons ». Mais, il existe des êtres que l'on peut rapprocher de ce concept : les esprits de morts (Etemmu) sans sépulture ou ayant trépassé dans des circonstances stressantes. Ces fantômes tourmenteurs n'ont que rarement fait l’objet de descriptions détaillées mais ils sont considérés par les Mésopotamiens comme la personnification des maux qui sévissent parmi les hommes et sont hiérarchiquement situés entre les hommes et les dieux, plus puissants que les premiers et moins que les seconds. Ils s'introduisent alors dans leurs victimes par les oreilles et provoquent des maladies mentales ou de nombreux malheurs qui ne pourraient être expliqués que par la possession exercée par l'un d'entre eux sur un malchanceux vivant,.
À part les esprits des morts en colère, il existe d'autres êtres comparables aux démons qui appartiennent directement au monde des Enfers. C'est le cas des sept « Utukku », souvent énumérés dans plusieurs rituels d'exorcisme, des descendants d'Anu qui secondent le dieu Nergal dans ses œuvres guerrières. Les démons « Gallu », viennent aussi des Enfers : également au nombre de sept, ils accompagnent Inanna lors de sa remontée du monde d'en-bas et l'obligent à désigner un substitut pour l'y remplacer. Ils ramènent aussi Dumuzi ou Ningishzida aux Enfers,.
Ce n'est qu'au début du Ier millénaire av. J.-C. que les démons apparaissent sous la forme d'entités infernales qui sont, pour ainsi dire, indépendantes — et qui préfigurent l'imagerie médiévale de l'Enfer. Au début de leur apparition dans l'imaginaire mésopotamien, ils sont créés par les dieux afin d’exécuter une sentence dictée par ceux-ci à l'encontre des humains peu respectueux des lois. Ils prennent, par la suite, chacun un nom et une origine infernale. Parmi eux, se trouvent Namtaru le démon des morts — à l'origine Namtar, le vizir d'Ereshkigal —, Lamashtu, démone des maladies accompagnée de ses deux acolytes Labashu démon de la fièvre et Ahhazu qui rend le corps jaune et la langue noire. Le démon Lilu et la démone Lilitu, deux démons stériles qui, privés d’époux, cherchent désespérément un partenaire en la personne d'imprudents hommes et femmes seuls qui auraient la mauvaise idée de dormir la nuit sur une terrasse. Sans oublier Pazuzu chef de tous les démons qui est invoqué dans des rituels d'exorcisme pour imposer aux autres démons de se retirer du corps des malades.

## La mort chez les Mésopotamiens
Le simple fait d'évoquer la mort est, pour les Mésopotamiens, synonyme de danger. Le fait de mourir est donc souvent contourné par une allusion du type « il est allé à son destin », « son destin l'a saisi » ou encore « il est retourné à son argile ». Toutefois, devant les nombreux facteurs de mortalité de l'époque, la mort semble être intégrée dans la vie quotidienne : la seule source d'indignation ou de scandale moral paraît être la disparition de jeunes gens qui n'ont pas encore « accompli leur destin »,.

### Impossible immortalité
Parmi les différents aspects que la mort peut revêtir, les Mésopotamiens retiennent son caractère inéluctable et inévitable. La mort est le tribut des humains et seuls les dieux sont immortels. Ainsi, Gilgamesh échoue de justesse dans sa tentative de ravir le secret de l'immortalité auprès du seul être humain à échapper au terrible destin de mort, Uta-Napishtim et, dans le mythe d'Adapa, trompé par son maître Éa, Adapa, n'absorbe pas la nourriture d'immortalité pourtant proposée par le dieu Anu lui-même. Ces deux récits prouvent qu'il y aura toujours un dieu pour veiller à ce qu'aucun homme ne s'empare de l'immortalité réservée aux seuls dieux.
« À lui (Adapa), il lui donna la sagesse, mais il ne lui donna pas l'immortalité. »
— Mythe d'Adapa, fragment A, col. I: 4'
Le mythe du Rêve de Dumuzi, dont le style semble très proche de l'ancienne tradition orale, témoigne également du caractère inévitable de la mort. Dumuzi le berger est pourchassé par les envoyés des Enfers après un rêve interprété par sa sœur Geshtinanna comme un présage de sa mort prochaine. Le rêve est considéré comme un des moyens avec lequel les dieux dictent leur volonté aux hommes. Ici, le mythe illustre le destin inéluctable et injuste que porte le jeune berger : il est appelé, à travers sa capture par les Gallu, à mourir sans aucune raison, de manière horrible parce que les dieux en décident ainsi.

### Pourquoi mourir?
C'est dans l'épopée d'Atrahasis (ou Poème du Supersage) qu'est définie la mort. Les premiers dieux, les Anunnaki, dirigent le monde et sont servis par les Igigi. À la suite du travail épuisant qui leur est demandé par leurs maîtres, ceux-ci se révoltent. Éa (également appelé « Enki » dans le même récit) crée l'Homme afin qu'il continue le travail des Igigi. La création se fait à partir d'une composante divine — le corps d'un dieu mineur, Wé, sacrifié pour l'occasion. Cette composante divine est insufflée dans de l'argile ; ce qui rend l'homme friable et le différencie des autres dieux par sa mortalité. Cependant, aucune limite d’espérance de vie n'est fixée et les dieux imposent des calamités aux hommes afin d'en réguler la population.
Finalement, Enlil, fatigué du tapage incessant, décide d'en finir avec l’humanité et provoque le Déluge. Mais, Enki prévient les hommes par un rêve qu'il envoie à son ami humain Atrahasis. Il lui conseille de construire une arche, d'y embarquer avec lui les spécimens de chaque être vivant. L'humanité ainsi sauvée peut se reproduire et travailler à nouveau et faire des offrandes aux dieux. Mais, cette fois-ci, Enki demande à Nintu, la mère des hommes, de raccourcir l'espérance de vie de ses enfants et donne aux hommes la mort comme destin. Les dieux inventent également la mortalité infantile et imposent la stérilité à certaines femmes et notamment à trois catégories de prêtresse.
Dans le récit, les dieux ne fixent d'abord pas la durée de vie des hommes, mais ceux-ci disparaissent à la suite des calamités provoquées par les dieux. Pour les Mésopotamiens, il y a donc deux façons de mourir : la mort prématurée seule présente dans les temps d'avant le Déluge et celle, naturelle, qui ne fait son apparition qu'après celui-ci. L'assyriologue Wilfred George Lambert considère la situation antédiluvienne analogue à celle d'Adam et Ève dans l'Éden où l'Homme jouit d'une vie éternelle qui, à la suite d'un écart de conduite, voit sa durée réduite.
Mais, pour Véronique Van der Stede, rien dans ce récit n'indique qu'il existe de différences entre la mort des hommes d'avant et celle d'après le Déluge et la demande que le dieu Enki formule auprès de la déesse Nintu est l'objet d'extrapolations d'une lacune dans le manuscrit de l'épopée d'Atrahasis. Pour elle, les hommes, sont dès le départ créés mortels. C'est parce que le nombre de morts n'équivaut pas au nombre de naissances que la population humaine croît au point d'incommoder Enlil. Pour l'historienne, même si le récit de l'épopée d'Atrahasis fournit des informations sur la mort en Mésopotamie, il n'a pas pour but, aux yeux des Mésopotamiens de l'époque, d'expliquer pourquoi elle survient.

### L'Etemmu
Avant de descendre dans les Enfers, le mort se sépare en deux : son cadavre rituellement enterré et son Etemmu (Gedim en sumérien). L’Etemmu correspond à la part divine de l'homme. Insufflée par Enki à l'aide la chair du dieu Wé dans le récit de l’épopée d'Atrahasis, cette part divine permet à l'homme de travailler pour les dieux. Elle est également sa part immortelle, celle qui survit à la mort de sa partie constituée d'argile.
« De par la chair du dieu, il y aura dans l'homme un esprit

qui le démontrera toujours vivant (après sa mort).

Cet esprit sera là pour le garder de l'oubli. »
— Mythe d'Atrahasis
L'historien Tzvi Abush considère que les Mésopotamiens pensent l'Homme formé par trois parties : l'intelligence (temmu) transmise par le sang du dieu Wé (par la réunion du dieu « Wé » et de la « temmu »), la forme humaine (« body soul ») et l’Etemmu ou esprit du mort transmis par le corps du dieu (« death soul »). Le sang du dieu Wé différencie l'humain des choses inertes, lui apporte vie et l'anime. Ce qui tend à amener l’Etemmu à une notion d'âme. Il base son interprétation sur un passage de l'épopée d'Atrahasis qui fait mention de bruits de tambours qu'il assimile aux battements du cœur. Mais, cette interprétation se heurte à l'aspect post-mortem de l’Etemmu — que souligne Jean Bottéro  — et se fonde sur une reformulation du terme « uppu » (« son du tambour » pouvant se rapprocher des battements du cœur) pour lequel aucun argument ne permet d'en rapprocher la signification au sang.
Pour Jean Bottéro, les Mésopotamiens ne cultivent pas encore l'idée de l'âme qui habite et anime le corps. L’Etemmu est plus une sorte de réponse à l'incompréhension du néant, du vide que laisse la personne disparue. L’Etemmu est une sorte de fantôme basé sur le souvenir que les vivants ont du mort. Entre éveil et sommeil, il apparaît sous forme d'ombres ou d'apparitions fugaces. Par ailleurs, ce fantôme peut être rappelé des Enfers par certaines personnes afin d'être interrogé par les vivants et, s'il devient indésirable, son renvoi vers le Grand En-bas devient l'occasion d'un rite d'exorcisme où l’Etemmu qui hante les vivants est, par exemple, confié au dieu Tammuz lors de sa descente annuelle vers les Enfers afin qu'il les guide, en bon berger, vers l'endroit d'où ils ne devraient plus revenir,.
Le caractère furtif et immatériel de l’Etemmu rend sa reconnaissance difficile. Si, dans des notes d'exorcismes, l’Etemmu est souvent qualifié de « double du mort », il n'est pas vraiment possible de déterminer s'il possède la même physionomie de son vivant ou s'il est possible de le reconnaître pleinement. Ici, les mythes et les textes d'exorcismes diffèrent presque diamétralement. Si les textes d'exorcisme demandent de nommer le mort avant de réciter une formule magique, il est difficile de savoir par quel critère ce mort est reconnu et, si certains affirment voir un revenant, il est rarement identifié formellement. Un texte d'exorcisme fait, par exemple, état d'un rêveur qui reconnaît son père mais qui, quelques lignes plus loin, doit livrer une liste de personnes pouvant troubler son sommeil. Les mythes, quant à eux, ne sont pas aussi vagues ; dans l’Épopée de Gilgamesh, le héros recommande à son ami Enkidu de ne pas embrasser ou frapper son épouse et son fils. Ces derniers sont donc supposés reconnaissables. D'autre part, Enkidu remonte des Enfers pour parler à Gilgamesh qui le reconnaît et, même, le touche. De son côté, le roi Ur-nammu reconnaît les anciens prêtres de son clergé et d'anciens souverains venus l’accueillir à son entrée aux Enfers.
Apparemment, les mythes du Rêve de Dumuzi et de la ⁣⁣Descente d'Inanna aux Enfers⁣⁣ fournissent de précieuses indications à propos de la transformation du mort vers son nouvel état de « Gedim » : pour la chercheuse Bénédicte Cuperly, Dumuzi ne fuit pas la mort, mais meurt directement après qu'Inanna l' a indiqué aux démons comme son substitut aux Enfers. Inanna et son frère Utu chassent ensuite les démons pour s'assurer de l'accomplissement de rites funéraires. Les transformations de Dumuzi, ses évasions et les prières qu’il adresse à Utu sont des rituels qui permettent l’élaboration de son « Gedim ». Ce faisant, la déesse donne à Dumuzi la possibilité de vivre sous une autre forme dans le monde des morts et le prépare ainsi à la possibilité de revenir parmi les vivants.

## Le séjour aux Enfers

### Le même endroit pour tous
À l'image d'une grande caverne sombre, silencieuse, humide et froide, les Enfers sont perçus par les Mésopotamiens de manière très pessimiste : le destin du mort n'y est aucunement joyeux, le plaisir et l'affection en sont totalement absents : le mort sous sa forme d’Etemmu, y entre pour y vivre une pâle réplique de sa vie terrestre. D'après l’Épopée de Gilgamesh et la Descente d'Ishtar aux Enfers, le mort s'y « alimente de terre », « s'abreuve d'eau trouble » et y accomplit dans l'obscurité les mêmes gestes que dans sa vie d'avant,. Le sort des morts y est fixé pour toujours et il n'est nulle part fait mention d'une éventuelle résurrection finale ou d'une réincarnation.
« En la Demeure où les arrivants

Sont privés de lumière,

Ne subsistant plus que d'humus, alimentés de terre,

Affalés dans les ténèbres, sans jamais voir le jour,

Revêtus, comme des oiseaux, d'un accoutrement de plumage. »
— Descente d’Ishtar aux Enfers - Environs du Xe siècle av. J.-C.
L'historienne Jo-Ann Scurlock souligne toutefois que la description des Enfers proposée par les auteurs de la Descente d'Ishtar aux Enfers, représente probablement une vision volontairement altérée des Enfers : une vision présentée d'un point de vue des vivants ou d'Ishtar elle-même. Elle rappelle que le soleil de Shamash, dans sa course entre le jour et la nuit, séjourne alternativement au-dessus et en dessous de la surface de la terre et qu'il illumine donc tant le monde des vivants que le monde des morts. Même si ces derniers subissent un séjour terne, qu'ils reproduisent sans cesse les mêmes gestes produits durant leur vie, il reste possible qu'ils puissent manger du pain et boire de l'eau claire. Tout cela, dans une société similaire à celle des vivants régie par une hiérarchie représentée par le couple Nergal-Ereshkigal qui règne, comme chez les gouverneurs vivants, dans un luxueux palais fait de lapis-lazuli.
Rien dans la littérature mésopotamienne ne laisse entendre qu'un mort est jugé à son entrée dans les Enfers pour les actes commis pendant sa vie : exception faite des rois qui gardent leur rang, tous les morts vivent le même destin aux Enfers peu importe la conduite morale adoptée de leur vivant. S'il existe bien des juges des Enfers, les Anunnaki, ceux-ci ne font qu'enregistrer l'arrivée des morts, respecter la loi des Enfers et ne gèrent que les aspects internes et fonctionnels de ceux-ci. Ainsi, le pire qu'il puisse arriver à un esprit face à un Anunnaki, c'est de se voir interdire l'accès au monde des morts, faute de sépulture. Un Anunnaki est plutôt appelé à accueillir les esprits des morts, leur assigner une place et à les instruire à propos des règles des Enfers. Par exemple, dans le récit de la Descente d'Inanna aux Enfers, les sept Anunnaki rappellent à Inanna que, si elle veut remonter sur Terre, elle doit trouver un substitut vivant. C'est leur jugement qui condamne la déesse à rechercher un membre vivant de sa famille ou de ses proches pour la remplacer dans les Enfers.
« Mais, alors qu'elle se préparait

À remonter du monde d'En-bas,

Les Anunna la retinrent (et lui dirent) :

« Qui donc, descendu au monde d'En-bas,

En est jamais ressorti quitte ?

Si donc Inanna veut remonter du monde d'En-bas,

Elle doit nous remettre un substitut ! » »
— Descente d’Inanna aux Enfers - XVIIe siècle av. J.-C.
Il existe, en parallèle à la cour des Anunnaki, deux autres cours de justice : celle présidée par le héros devenu dieu Gilgamesh et celle présidée par le dieu du soleil Shamash. Il semble que dans la cour de Gilgamesh les fantômes et les démons règlent leurs différends lorsque l'un d'entre eux offense l'autre. La cour de Shamash est, de son côté, compétente en toutes affaires qui concernent les rapports entre les morts et les vivants : Shamash y punit les esprits qui torturent les vivants et autorise les esprits errants à rejoindre le monde des morts.
À la lumière du mythe de la Descente d'Inanna aux Enfers, où Inanna est lentement dépouillée de ses vêtements, il est permis de penser qu'après le passage des portes du Ganzer, les morts sont totalement dépouillés. Mais l’historienne Dina Katz met en évidence plusieurs indices qui indiquent le contraire : le roi Ur-Nammu arrive au royaume des morts en char, porteur de somptueux cadeaux faits aux dieux et les cadavres dans les tombes semblent presque tous habillés et pourvus de présents. D'après l'historienne, la nudité d'Inanna/Ishtar est une exception à la règle qui remplit quelques fonctions plutôt internes au mythe. De plus, dans Gilgamesh, Enkidu et les Enfers, Gilgamesh instruit son ami que, pour se déplacer dans les Enfers sans y être retenu, il devra porter un vêtement sale afin d'éviter d'être repéré par les morts.
D'autre part, les morts sont souvent comparés à des oiseaux : Enkidu raconte à Gilgamesh qu'il est transformé en oiseau pour être mené aux Enfers, un document de Lagash datant de la fin du IIIe millénaire av. J.-C. compare les morts à des oiseaux, dans la Descente d'Ishtar aux Enfers et dans  l’Épopée de Gilgamesh les morts sont « revêtus, comme des oiseaux, d'un accoutrement de plumage » et les morts sont parfois placés dans leur sépulture parés de bijoux représentant des figures d'oiseaux, comme si ceux-ci devaient emmener leur porteur vers le monde d'en-bas.

### Des conditions différentes
Bien que les récits mythologiques dépeignent les Enfers de manière sombre et négative, les découvertes archéologiques dans les tombes mésopotamiennes suggèrent une perception contraire ou moins désespérante. Les artefacts funéraires suggèrent que certains Mésopotamiens envisageaient peut-être une forme d'existence moins sévère après la mort, ce qui indique une croyance en un au-delà où les morts pouvaient poursuivre certaines activités de leur vie terrestre.
Apparemment, les tristes conditions d’existence aux Enfers peuvent être allégées. Cela dépend de la façon dont les descendants du mort traitent et célèbrent leurs ancêtres disparus, d'où l'importance apportée, dans le mythe de la Descente d'Inanna aux Enfers, aux rites funéraires qui peuvent alléger le triste destin des disparus,.

#### Une sépulture appropriée

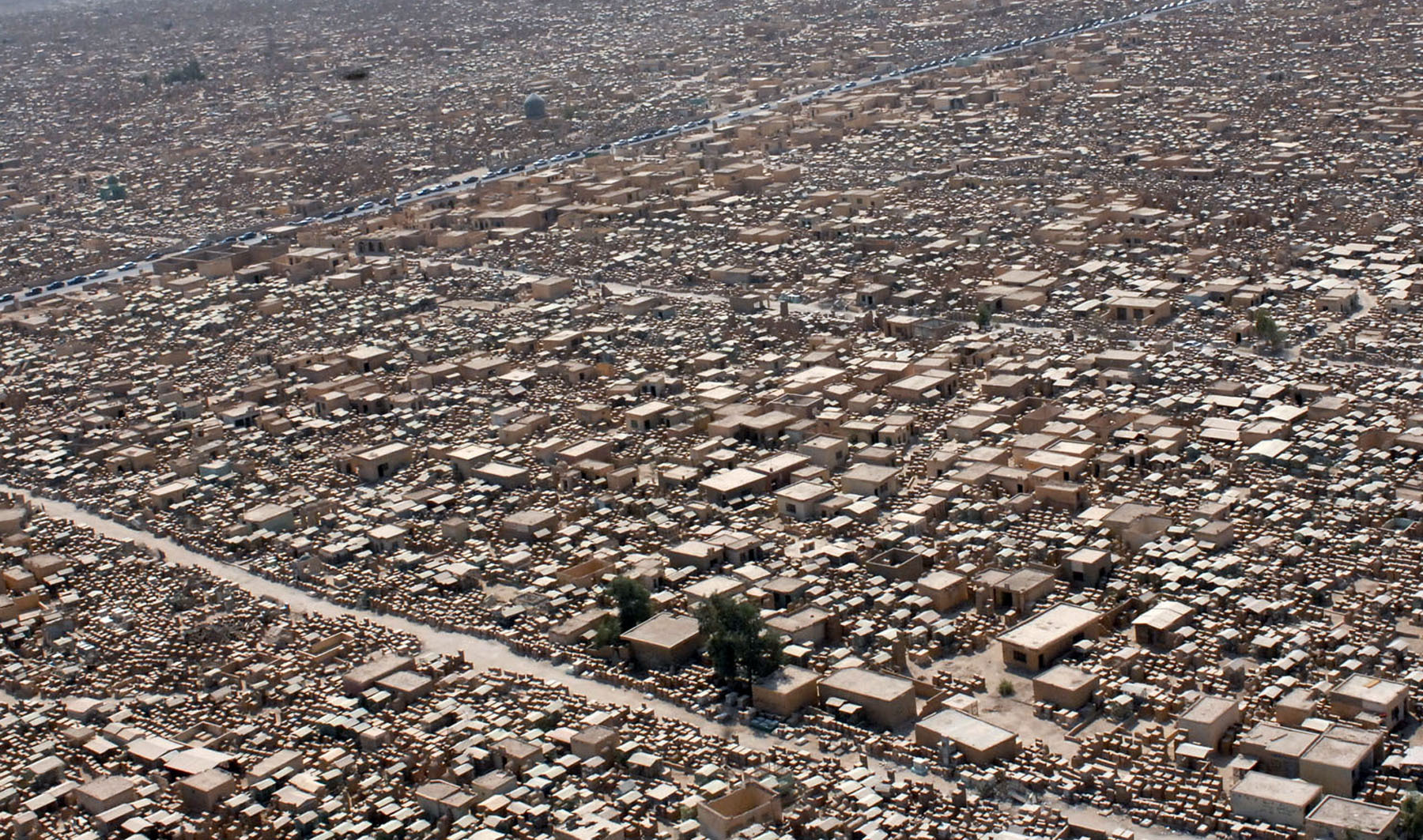
Les abords des villes mésopotamiennes anciennes sont souvent pourvus de cimetières similaires à celui de Wadi-us-Salaam.

Le mort est presque toujours enterré : l’enterrement est considéré comme le seul passage possible vers le pays sans retour. Simplement enterré, dans une jarre, dans un caisson d'argile ou dans une tombe élaborée, il est généralement vêtu en rapport avec sa situation sociale,.
Il semble transporté vers son lieu d'inhumation en cortège funèbre composé des membres de la famille en deuil dans une ambiance de lamentations chantées a cappella et parfois rythmées par le poing frappant sur le torse. Les cérémonies de deuil semblent durer à peu près sept jours pendant lesquels les membres de la famille ne se lavent plus ni ne portent de vêtements d'apparat. Pendant ce temps de deuil les amis du mort, parfois accompagnés de pleureuses professionnelles, sont supposés montrer publiquement leur peine. Enfin, le septième jour est consacré à la purification des membres de la famille endeuillée,.
Le type de tombe varie en fonction de l'époque et de la région : tantôt des caveaux ou des tombes particulières ou royales dans des nécropoles aux abords des grandes villes. Parfois des caveaux sont confectionnés sous les maisons familiales, mais cette dernière pratique est plus couramment destinée aux enfants. Il semble aussi que dans le sud de la Mésopotamie certains corps sont enfouis dans des marais à roseaux dédiés à Enki.

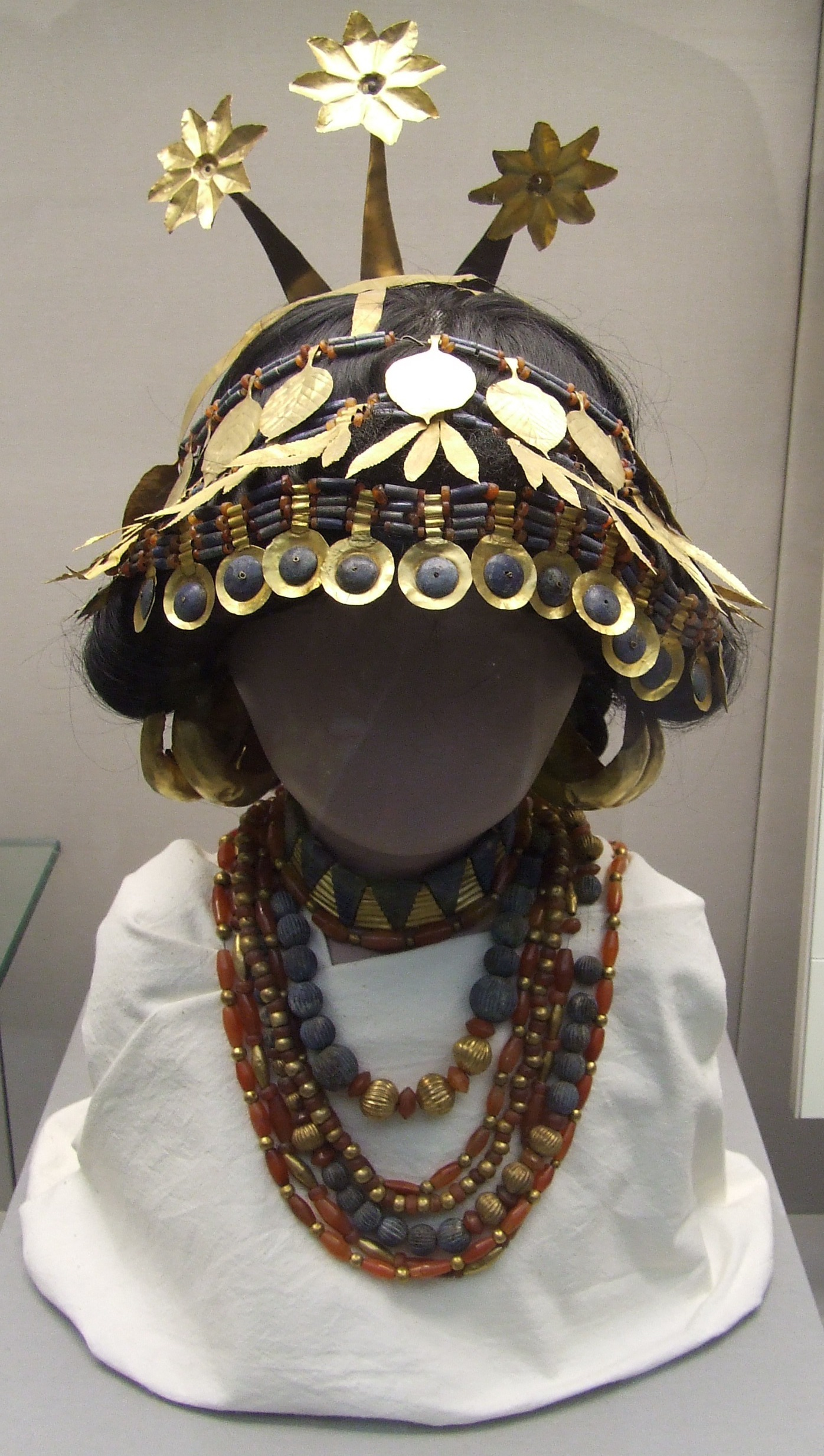
Reconstitution des parures de la Dame Pu-abi retrouvées dans sa tombe à Ur, v. 2500 av. J.-C., British Museum.

Les tombes vont de simples fosses pour les plus modestes aux sépultures plus élaborées pour les morts dont le statut social est plus élevé. Ces dernières sont pourvues de chambres funéraires maçonnées, rocailleuses ou en pierre parfois accessibles à partir d'un puits d'accès. Certaines d'entre elles sont de vrais mausolées en pierres précieuses. Souvent la chambre funéraire, même dans les tombes les plus pauvres, semble être bordée de tapis tissés de roseaux ou de feuilles de palmier. Les plus riches tombes sont les tombes royales construites durant la période des dynasties archaïques (environ 2900 à 2340 av. J.-C.) découvertes dans le secteur sacré d'Ur : certaines possèdent de nombreuses chambres dont l'occupant principal est accompagné des corps de ses serviteurs, soldats et animaux de combat ou de trait. Dans une tombe baptisée par les archéologues le « Puits de la mort », sont découverts les restes de 74 personnes : des corps, souvent rangés et soigneusement alignés qui font penser que ces personnes sont droguées avant d'être enfermées ou qu'elles accompagnent de leur plein gré le mort dans son dernier voyage vers les Enfers. Il est à noter qu'une telle pratique est cependant très limitée en Mésopotamie : elle n'a plus lieu durant les périodes ultérieures et les sépultures des rois d'autres époques sont souvent situées dans leur palais ou aux abords de celui-ci. Mais, ce type de tombes amène les chercheurs à penser que, si tous les morts arrivent au même endroit, les différences sociales et la hiérarchie en place dans le monde des vivants sont conservées dans le monde des morts. Pour les personnes de statut plus moyen, il n'est pas rare de glisser dans la sépulture quelques objets précieux ou, pour les plus démunis, quelques aliments ou talismans destinés à accompagner le mort dans son long voyage à travers la large steppe située entre les vivants et le pays des morts. Les biens funéraires retrouvés dans les tombes, y compris des objets de la vie quotidienne, des objets rituels, et même des objets manifestement destinés à être utilisés uniquement dans l'au-delà (comme les outils en argile depuis l'époque d'Obeid), indiquent que les Mésopotamiens croyaient en une existence post-mortem où ces objets seraient utiles.
L'absence de sépulture — synonyme d'oubli du mort  — par négligence des héritiers — ou dans le cas où les rites funéraires sont mal exécutés —, parce que le corps est brûlé ou que ce dernier est perdu dans la tourmente de la guerre et laissé au soleil sans ensevelissement, est considérée par les Mésopotamiens comme une véritable malédiction. Dans ce cas, l’Etemmu devient un esprit qui erre à travers la steppe et hante les vivants jusqu'à ce que lui soit donné une sépulture. Ainsi, dans Gilgamesh, Enkidu et le monde des morts, Gilgamesh questionne le fantôme de son ami Enkidu :
« As-tu vu celui qui a été dévoré par un lion ?

– Il pleure amèrement « Oh mes mains ! Oh mes jambes ! »

– As-tu vu celui qui est tombé du toit ?

– Ils ne peuvent [rassembler] ses os.

– As-tu vu le lépreux ?

– Il se crispe nerveusement comme un bœuf tandis que les vers le rongent.

– As-tu vu celui qui est tombé au combat ?

– Je l’ai vu.

– Qu’est-il advenu de lui ?

– Son père et sa mère ne sont pas là pour lui tenir la tête, et sa femme pleure.

– As-tu vu l’esprit de celui qui n’a pas eu d’offrandes funéraires ?

– Je l’ai vu.

– Qu’est-il advenu de lui ?

– Il mange les restes et les miettes […] jetés dans la rue. […]

– As-tu vu celui qui a été consumé par le feu ?

– Je ne l’ai pas vu. Son esprit n’est plus. Sa fumée s’est élevée vers le ciel. »
— Gilgamesh, Enkidu et le monde des morts.

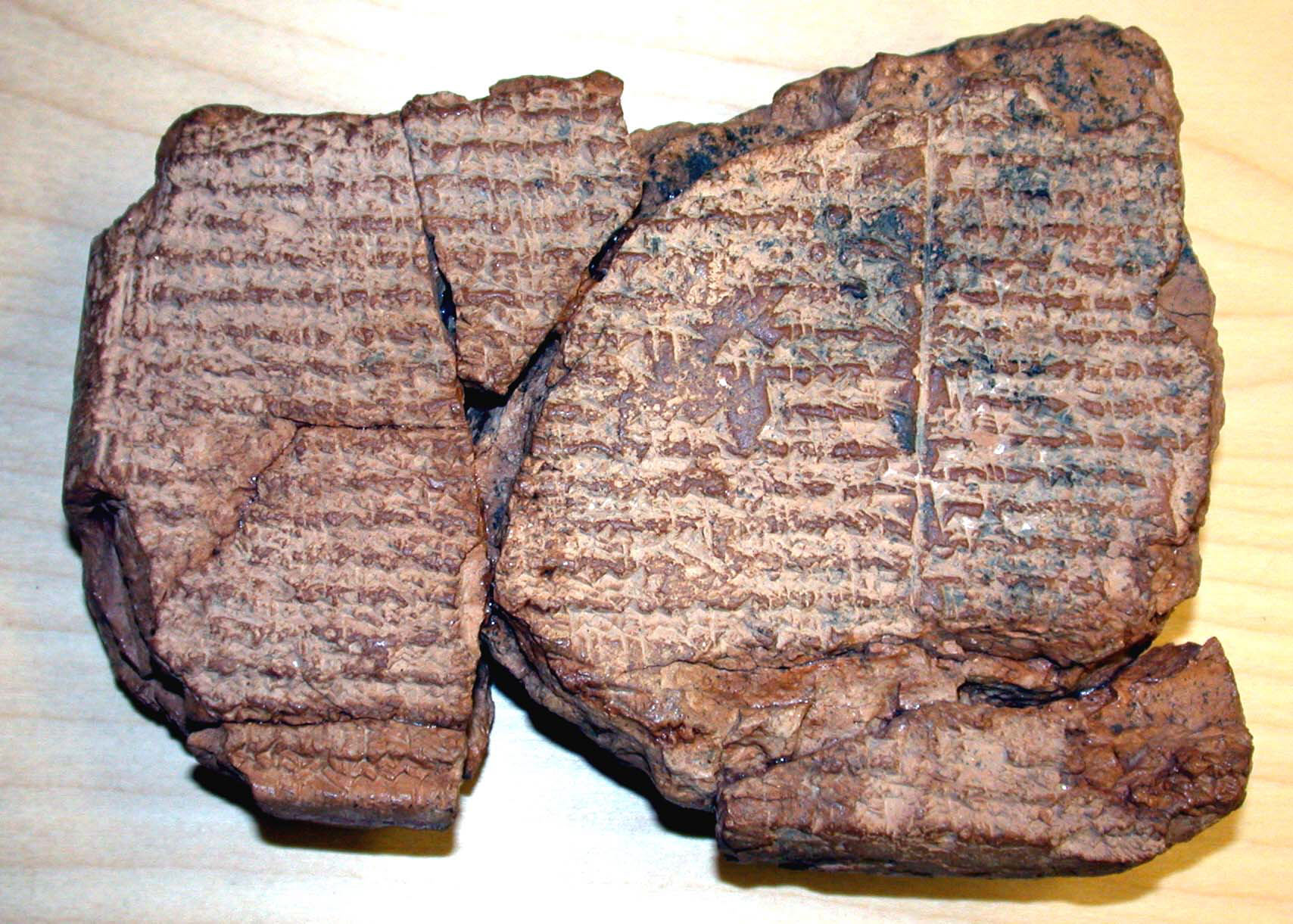
Fragments d'une tablette de rituels d'exorcismes contre les démons malfaisants. Metropolitan Museum of Art.

Pour envoyer un Etemmu malfaisant aux Enfers il est possible de pallier l'absence de dépouille mortelle ; certains textes d'exorcisme recommandent alors de fabriquer une statuette qui représente le mort et de l'enfouir avec le visage et les pieds orientés vers la « Porte du soleil couchant », à l'ouest, envoyant ainsi l’Etemmu au pays sans retour,. La privation de sépulture est en outre considérée comme une punition des plus graves comme celle, assortie du supplice du pal, qui vise à châtier une femme qui commet le crime d'avortement.
Le mort enterré est supposé ne pas être dérangé par les vivants et la profanation de sa tombe est considérée comme un grave sacrilège. Malgré tout, certaines familles, apparemment d'un niveau social élevé, qui déménagent vers une autre ville ouvrent la tombe de leurs ancêtres pour en emporter les ossements et les déposer à leur nouveau domicile ou dans un caveau attaché à celui-ci. Il se pourrait aussi que d'autres rites funéraires encore inconnus puissent être exécutés avec ces ossements,. Il est également rapporté que certains rois néo-babyloniens se livrent au saccage de sépultures des rois vaincus leur infligeant ainsi une dernière torture au-delà de la mort. Des rois néo-assyriens pratiquent également ce type de punition post-mortem : Assurbanipal force des rebelles vaincus à piler les ossements de leur père, les condamnant ainsi à effacer toute trace physique de l'homme qui les a fait naître, et donc à détruire symboliquement les fondements de leur lignée,.

« J'ai détruit et démoli les tombeaux de leurs rois, d'avant en arrière, qui ne vénéraient pas Assur et Ishtar, mes seigneurs, et qui avaient dérangé les rois, mes ancêtres. Et, je les ai exposés au soleil.  J'ai emporté leurs ossements en Assyrie, j'ai empêché leurs fantômes de dormir et je les ai privés d'offrandes funéraires et d'eau. »

— Prisme A d'Assurbanipal (743 av. J.-C.)

#### Rites funéraires et descendance
L’observance des rites funéraires fait partie des devoirs familiaux fondamentaux de la société mésopotamienne. Ceux-ci s'exercent sous la responsabilité de l’aîné masculin de la famille, d'où l'intérêt de donner le jour à au moins un héritier mâle avant de rejoindre les Enfers,,.
En fait, avoir beaucoup d'enfants au moment de mourir est une autre façon d’avoir une vie meilleure aux Enfers. Le père ou la mère de nombreux enfants s'assurent un culte funéraire pendant des années, tandis que ceux qui n'ont pas d'héritier courent le risque de n'avoir aucune offrande funéraire. Dans Gilgamesh, Enkidu et le monde des morts, « l’homme qui possède sept fils siège sur un trône », celui sans héritier mange du « pain qui ressemble à une brique cuite au four » et celui qui ne s'est pas uni avec sa femme « pleure continuellement en tressant une corde ». Mais il est courant qu’un individu sans héritiers adopte une autre personne à qui il lègue tous ses biens à sa mort. En échange, l'adopté s'engage à perpétuer les rites funéraires adressés à son père adoptif. En retour des bons soins apportés par les héritiers, les morts — parfois inhumés dans une nécropole à proximité du mausolée d'un héros, du temple d'un dieu ou, dans la mort, plus proches des dieux — pouvaient intercéder auprès des divinités afin d'aider leur progéniture dans leur vie sur terre.
Certains rites semblent s’exécuter quotidiennement, en versant parfois de l'eau et de la nourriture sur le sol — en bien moindre quantité que celle consommée par un vivant — tout en prononçant plusieurs fois le nom de l'ancêtre mort. Parfois des sacrifices de tortues ou de tourterelles sont effectués et des paniers, pots et objets en argent ou en cuir sont offerts au mort,. Certaines sépultures sont pourvues d'une sorte de tuyau partant du sol jusqu'au niveau du corps du mort afin d'y faire couler les boissons nécessaires à son existence aux Enfers,.
Le rituel du Kispu (en akkadien, partage de la chèvre) consiste en un repas funéraire organisé par la famille du mort où les Etemmu des parents disparus sont invités à partager le repas des vivants,. La fréquence de ce type de rituel reste encore l'objet de recherches : pour Jean Bottéro il a lieu à chaque fin de cycle lunaire, moment où toutes les choses se terminent,. Jo Ann Scurlock précise qu'il se produit à chaque nouvelle lune et à chaque pleine lune pour la famille royale. Le Kispu peut-être également célébré lors de cérémonies plus complètes et plus longues qui ont lieu du 26e au 29e jour du mois de Abu (approximativement au mois d'août actuel) : pendant trois jours au cours desquels le dieu Dumuzi remonte des Enfers avec les ancêtres, il y est possible de demander directement aux morts de donner des conseils aux vivants ou de les prier de ne plus faire du mal aux vivants,. Apparemment, la déesse Ishtar pourrait également être intégrée dans ces rites funéraires et notamment le Kispu. Des plaques en terre cuite, accessibles à divers groupes sociaux, à son effigie, datant d'après la chute de la dynastie d'Isin (XVIIIe siècle av. J.-C.), pourraient avoir été utilisées dans des chapelles domestiques dédiées au culte des morts.
À la fin du festival, Dumuzi, représenté par une effigie allongée sur une couche, est renvoyé aux Enfers avec les ancêtres, mais également avec les fantômes indésirables qui hantent les vivants. Tant dans sa remontée qu'à sa descente, il est alors assisté par son épouse Inanna incarnée par la maîtresse de la maison,.
Même s'il s'agit d'un rituel à l'origine effectué par la population, les souverains semblent également offrir le Kispu à leurs ancêtres afin de leur demander de les aider à rendre le pays prospère. Dans de plus grandes sépultures, des entrées spéciales et des escaliers donnent accès à une pièce spécialement aménagée pour le Kispu. Au cours de ces repas, les convives échangent entre eux les souvenirs qu'ils ont des morts, ce qui a généralement pour effet concret de renforcer la solidarité entre les familles/clans. Ces souvenirs, à l’exception des personnages illustres, s'arrêtent pourtant à la troisième génération ; sans doute, seconde et véritable mort dans « l'oubli universel » des hommes,,.

## Les Enfers mésopotamiens et d'autres mythes

### Les Enfers grecs
De même que les Enfers mésopotamiens, les Enfers grecs décrits par Homère sont un lieu de corruption et de décadence, un endroit sans lumière où les morts séjournent dans une sombre existence sans la consistance d'un corps, ils sont tous deux dirigés par un couple (Perséphone et Hadès pour les Grecs - Ereshkigal et Nergal pour les Mésopotamiens) et le nom du dirigeant (Hadès et Ereshkigal/Irkalla) est parfois utilisé pour dénommer les Enfers eux-mêmes,. Ce sont des caractéristiques qui se retrouvent également dans la description du Sheol des Hébreux,.
D'autre part, tant du côté des Mésopotamiens que des Grecs, les Enfers utilisent les services de juges, mais si, du côté des Enfers grecs, ceux-ci filtrent et dirigent les morts en fonction de la conduite morale adoptée durant leur vie passée, la condition d'avoir une sépulture correcte est un point commun avec les Enfers mésopotamiens. De plus, l'administration infernale mésopotamienne est beaucoup plus peuplée que celle des Grecs : cela reflète, sans doute, le côté plus théocratique des villes de Mésopotamie. S'il n'y pas réellement d'équivalent grec aux sept portes du Ganzer mésopotamien, les Enfers sont séparés des vivants par un fleuve (le Styx pour les Grecs) qui, comme en Mésopotamie, doit être traversé avec l'aide d'un passeur (le Grec Charon). En outre, un gardien monstrueux garde la porte des Enfers : Cerbère, un chien aux multiples têtes et, du côté mésopotamien, un monstre néo-assyrien à la tête de l’oiseau Anzû avec quatre mains et quatre pieds. D'un point de vue mythologique, les personnages grecs comme Orphée, Héraclès ou Thésée qui effectuent des descentes et des remontées des Enfers n'ont pas beaucoup de points communs avec les personnages mythologiques de Mésopotamie comme Dumuzi, Inanna ou Nergal. La descente d'un personnage comme Inanna dans la Descente d'Inanna aux Enfers et son remplacement par un autre lui permettant de remonter est sans équivalent dans la mythologie grecque. Cependant, le thème de la disparition et de la renaissance de la végétation en parallèle à la descente de la déesse mésopotamienne se retrouve également dans le mythe grec de Perséphone, fille de Déméter,.
Pour l'historien Martin L. West, il existe une similarité entre la Mésopotamie et la Grèce sur le thème de l'impossibilité des hommes à atteindre l'immortalité. Dans un poème d'Ibycos, Zeus donne l'élixir d'immortalité aux hommes qui le déposent dans le bât d'un âne. Au cours du voyage, l'âne désire se désaltérer à une fontaine. Mais celle-ci est gardée par un serpent qui demande à l'âne l’élixir qu'il transporte en échange de l'eau de la fontaine. L'âne pour qui l'eau a plus d'importance que l'immortalité accepte et donne au serpent l'élixir comme prix de quelques gorgées d'eau de la fontaine. Le serpent disparaît ensuite avec l'élixir. Cette histoire rappelle le moment où un serpent vole les herbes d'éternelle jeunesse à Gilgamesh alors que celui-ci se baigne à une source.

### Les Enfers mésopotamiens et la Bible
Il semble que le mot babylonien « Shu'aru » se rapporte à une autre appellation des Enfers et constitue l'origine du mot « Sheol ». Mais cette interprétation est vivement contestée dans la communauté des historiens,.
En revanche, selon l'historien des religions Daniel Faivre, il existe de nombreux points communs entre le Sheol des Hébreux et l’Irkalla akkadien tel qu'il est, entre autres, décrit dans la Descente d'Ishtar aux Enfers : les deux lieux sont de mornes terres souterraines, grises et poussiéreuses où demeurent les morts au cours d'un triste et éternel séjour. En outre, le thème de la mort assimilé au retour à la terre (ou à la poussière) très comparable à l'idée que les Mésopotamiens se font de leur séjour aux Enfers est présent dans l’Ancien Testament. Le séjour des morts y est très souvent désigné par le terme hébreu « èrèts » voulant dire « terre » équivalent à l'akkadien Ershetu ou encore au sumérien Kigallu (Grande Terre). Enfin, les quelques traces subsistantes de la religion hébraïque ancienne laissent également apparaître quelques indications sur des divinités infernales : un couple Bélial-Sheol doté de prérogatives semblables à celles du couple suméro-akkadien Nergal-Ereshkigal. Plus tard, par syncrétisme, Nergal/Bélial devient un ange déchu et Ereshkigal/Shéol devient le lieu même des Enfers,.